# World Series of Poker 1985
 (juillet 2025).
La mise en forme du texte ne suit pas les recommandations de Wikipédia : il faut le « wikifier ».
Les points d'amélioration suivants sont les cas les plus fréquents. Le détail des points à revoir est peut-être précisé sur la page de discussion.
- Les titres sont pré-formatés par le logiciel. Ils ne sont ni en capitales, ni en gras.
- Le texte ne doit pas être écrit en capitales (les noms de famille non plus), ni en gras, ni en italique, ni en « petit »…
- Le gras n'est utilisé que pour surligner le titre de l'article dans l'introduction, une seule fois.
- L'italique est rarement utilisé : mots en langue étrangère, titres d'œuvres, noms de bateaux, etc.
- Les citations ne sont pas en italique mais en corps de texte normal. Elles sont entourées par des guillemets français : « et ».
- Les listes à puces sont à éviter, des paragraphes rédigés étant largement préférés. Les tableaux sont à réserver à la présentation de données structurées (résultats, etc.).
- Les appels de note de bas de page (petits chiffres en exposant, introduits par l'outil «  Source ») sont à placer entre la fin de phrase et le point final[comme ça].
- Les liens internes (vers d'autres articles de Wikipédia) sont à choisir avec parcimonie. Créez des liens vers des articles approfondissant le sujet. Les termes génériques sans rapport avec le sujet sont à éviter, ainsi que les répétitions de liens vers un même terme.
- Les liens externes sont à placer uniquement dans une section « Liens externes », à la fin de l'article. Ces liens sont à choisir avec parcimonie suivant les règles définies. Si un lien sert de source à l'article, son insertion dans le texte est à faire par les notes de bas de page.
- La présentation des références doit suivre les conventions bibliographiques. Il est recommandé d'utiliser les modèles {{Ouvrage}}, {{Chapitre}}, {{Article}}, {{Lien web}} et/ou {{Bibliographie}}. Le mode d'édition visuel peut mettre en forme automatiquement les références.
- Insérer une infobox (cadre d'informations à droite) n'est pas obligatoire pour parachever la mise en page.

Pour une aide détaillée, merci de consulter Aide:Wikification.
Si vous pensez que ces points ont été résolus, vous pouvez retirer ce bandeau et améliorer la mise en forme d'un autre article.
Résultats des World Series of Poker 1985.

## Résultats
| Tournoi                      | Vainqueur                      | Prix     | Finaliste          |
| ---------------------------- | ------------------------------ | -------- | ------------------ |
| $2,500 Ace to Five Draw      | Dick Carson                    | $50,000  | Ron Graham         |
| $1,000 Limit Hold'em         | Johnny Chan                    | $171,000 | Lyle Berman        |
| $10,000 Deuce to Seven Draw  | Tommy Fischer                  | $95,000  | David "Chip" Reese |
| $1,000 No Limit Hold'em      | Rick Hamil                     | $152,000 | Al Emerson         |
| $1,000 Seven Card Stud Hi-Lo | John Lukas                     | $74,500  | Ralph Hoots        |
| $1,000 Ace to Five Draw      | Mark Mitchell                  | $63,500  | Paul Fontaine      |
| $500 Ladies' Seven Card Stud | Rose Pifer                     | $18,500  | Kathy Hudson       |
| $5,000 Pot Limit Omaha       | Thomas "Amarillo Slim" Preston | $85,000  | David "Chip" Reese |
| $1,000 Pot Limit Omaha       | Zorn Smiljanic                 | $105,000 | Tom Jacobs         |
| $1,000 Limit Omaha           | Tony Thang                     | $55,000  | Bill Bennett       |
| $5,000 Seven Card Stud       | Harry Thomas                   | $122,500 | Artie Cobb         |
| $1,000 Seven Card Stud       | Don Williams                   | $85,500  | Lou Axler          |
| $1,000 Seven Card Razz       | Edwin Wyde                     | $83,500  | Art Youngblood     |

## Table Finale du Main Event
| Place | Nom              | Prix     |
| ----- | ---------------- | -------- |
| 1er   | Bill Smith       | $700,000 |
| 2e    | T. J. Cloutier   | $280,000 |
| 3e    | Berry Johnston   | $140,000 |
| 4e    | Scott Mayfield   | $70,000  |
| 5e    | Hamid Dastmalchi | $70,000  |
| 6e    | Jesse Alto       | $42,000  |